# Кошмар на Фейстайме
«Кошмар на Фейстаме» (англ. Nightmare on Facetime) — двенадцатая серия шестнадцатого сезона сериала «Южный Парк», премьера которого состоялась 24 октября 2012 года.

## Сюжет
Семья Маршей вырезает тыквы к Хэллоуину. Приходит Рэнди Марш с подарками и сообщает, что он заключил сделку о покупке видеопроката «Блокбастер-видео». Семья не очень рада новости — ведь Рэнди потратил все сбережения в размере 10 000 долларов.
Однако прокат не пользуется популярностью — жители Южного Парка обходят здание стороной, а редкие посетители оказываются то ли привидениями, то ли плодом больной фантазии Рэнди. В это время Стэн готовится к Хеллоуину и надевает свой костюм Капитана Америки, чтобы вместе с друзьями, одевшимися Железным человеком, Халком и Тором, быть похожими на персонажей фильма «Мстители». Но Рэнди запрещает своему сыну идти на Хеллоуин, так как ожидает большой поток посетителей в прокате.
Стэн звонит Кайлу и рассказывает о решении отца. Картман, рассчитывающий на победу в конкурсе костюмов, приходит в ярость, а Кайлу приходит в голову идея установить видеосвязь со Стэном через iPad. Вечером мальчики идут за конфетами. Людям нравятся костюмы мальчиков, но Эрика они упорно не узнают, ошибочно принимая за Хани Бубу (англ. Honey Boo Boo) или толстяка из «Грязных танцев».
Через некоторое время мальчики становятся свидетелями ограбления. Банда из четырёх преступников вскрывает автоматы для проката DVD, но их добыча не превышает и пары долларов. Грабители замечают мальчиков и пускаются за ними в погоню. В итоге преступникам удалось заполучить iPad Кайла, который до сих пор находится на связи со Стэном. Грабители пытают iPad и узнают, что мальчики собирались на общегородской праздничный маскарад. После этого злоумышленники кладут iPad в багажник машины, отвозят его за город и выкидывают в канаву. Планшет находят случайные прохожие, которые отвозят iPad в больницу, позвонив при этом в полицию.
Тем временем Рэнди сходит с ума окончательно. Ему мерещится работник проката, который советует разделаться с семьёй. Рэнди отрезал провод телефона, украл у сестры Стэна телефон и спрятал ключи от машины. Он ходит по магазину и ищет Стэна. Шелли тем временем поджигает магазин.
Полиция уговаривает Стэна «пойти» на праздник под прикрытием, чтобы опознать преступников. Придя на бал, Стэн обнаруживает толпу горожан в костюме рэпера PSY. Там же он видит преступников. В это время Рэнди находит Стэна и отнимает у него iPad. Управляя полицейским, он забегает в дома Южного Парка и ругает людей за то, что они перестали ходить в прокат. В итоге полицейские расстреливают своего коллегу, а Рэнди убегает на улицу и падает в сугроб.
Утром семья Марш находит на улице заледеневшего Рэнди.